# Jarkko Niemi (Schauspieler)
Jarkko Niemi (* 30. Oktober 1984 in Tuusula) ist ein finnischer Schauspieler. Bekannt ist er im deutschsprachigen Raum vor allem durch seine Rolle als ‚Samuel Koski‘ in der finnischen Fantasy-Fernsehserie Nymphs.

## Filmografie (Auswahl)
| Jahr    | Film                                      | Rolle               |
| ------- | ----------------------------------------- | ------------------- |
| 2003    | Hymhypoika                                | Markus              |
| 2005    | Game Over                                 | Valtteri            |
| 2011    | Let my people go!                         | Teemu Heikkinen     |
| 2011–12 | Karjalan kunnailla (TV-Serie, 8 Episoden) | Antti               |
| 2013    | Nymphs (TV-Serie, 12 Episoden)            | Samuel Koski        |
| 2013    | Timo Parvelas: Ella und der Superstar     | Manageri            |
| 2014–15 | Nurses (TV-Serie, 17 Episoden)            | Petteri Holopainen  |
| 2014–15 | Siskonpeti (TV-Serie, 13 Episoden)        | verschiedene Rollen |